# BuddyPress
BuddyPressはAutomattic社が2008年から開発したオープンソースのソーシャル・ネットワーク・サービス（以下、SNS）用ソフトウェアパッケージである。
WordPress上にプラグインとしてインストールすることでSNS機能が利用できる。
学校や企業、競技団体やその他集団などが独自のSNSや交流ツールを構築できることを目的として開発された。
SNSの多様な機能が利用でき、各機能の有無を任意に設定できる。